# Diloxanidă
Furoatul de diloxanidă este un antiprotozoaric derivat de dicloroacetamidă, fiind utilizat în tratamentul amoebiazelor. Calea de administrare disponibilă este cea orală. Este un promedicament, eliberând prin metabolizare forma activă de diloxanidă la nivelul tractului gastrointestinal.
Molecula a fost aprobată pentru uz medical în anul 1956. Se află pe lista medicamentelor esențiale ale Organizației Mondiale a Sănătății.

## Utilizări medicale
Furoatul de diloxanidă este un amoebicid lumenal, ceea ce înseamnă că poate fi utilizat doar în tratamentul amoebiazelor localizate la nivel intestinal.